# Cypsiurus
Cypsiurus ist eine Vogelgattung in der Familie der Segler (Apodidae). Die beiden eng verwandten Arten der Gattung besetzen sehr ähnliche ökologische Nischen. Eine der Arten, der Palmensegler, hat ein ausgedehntes Verbreitungsgebiet in Afrika südlich der Sahara. Die andere, der Bengalensegler, kommt in Asien vom indischen Subkontinent ostwärts zu den Großen Sundainseln und den Philippinen vor.

## Merkmale
Die Körperlänge des Palmenseglers liegt bei 16 Zentimetern, wobei bis zu 9 Zentimeter auf den Schwanz entfallen. Die kleinere Art, der Bengalensegler hat eine Körperlänge von 13 Zentimetern und ebenfalls einen vergleichsweise langen Schwanz. Die Gestalt beider Arten wirkt schnittig, da die Flügel sehr lang und schmal sind und der lange Schwanz tief gegabelt ist. Die äußeren Steuerfedern des Palmenseglers sind deutlich eingekerbt und wirken stromlinienförmig, wenn der Schwanz aufgefächert ist. Das Gefieder ist vorwiegend braungrau und äußerst kontrastarm. Oberflächlich betrachtet erinnert die Körperform an die Gattung Apus. Ein gutes Unterscheidungsmerkmal ist das blassere, kontrastarme Gefieder der Cypsiurus-Arten, zudem zeigen diese eine Affinität zu Palmen, auch ist der Flug unsteter.

## Systematik
Die beiden Arten der Gattung bilden die Superspezies parvus, sie wurden gelegentlich auch als konspezifisch angesehen, R. K. Brooke stellte 1972 jedoch Unterschiede in Jugendkleid und in der Form des Schwanzes fest, die die Betrachtung als eigenständige Arten rechtfertigen. Auch zog Brooke in Erwägung, die auf Madagaskar vorkommende Unterart des Palmenseglers (C. parvus gracilis) als dritte Art der Gattung anzusehen, was bislang noch nicht genauer überprüft oder bestätigt wurde.
Die folgenden Arten werden der Gattung zugerechnet:
- Palmensegler (Cypsiurus parvus)
- Bengalensegler (Cypsiurus balasiensis)